# Kimswerd
Kimswerd (Fries: Kimswert) is een dorp in de gemeente Súdwest-Fryslân, in de Nederlandse provincie Friesland. kimswerd ligt tussen Pingjum en Harlingen aan beide kanten van de Harlingervaart. Over de vaart ligt een houten voetgangersbrug, een zogenaamde Heechhout. In 2023 telde het dorp 550 inwoners. In het postcodegebied van het dorp ligt ook de buurtschap Dijksterburen. Ten zuiden van Kimswerd staat de De Eendracht, een maalvaardige poldermolen.

## Geschiedenis
Het dorp is ontstaan op een terp die vanaf de zevende eeuw in ieder geval werd bewoond. Er zijn echter ook vondsten uit de prehistorie en de Romeinse tijd gevonden. Zo vond men er in 1981 een fluitje uit ca. 300 v. Chr. Dit is het oudste muziekinstrument dat in Nederland gevonden is.
In de 13e eeuw werd de plaats vermeld als Kemmerswerth, in de 15e eeuw als Kemswert, Kimswert, Kemeswerd, Kymsweerd en Kymsswerde. In 1505 als Kimswerdt en in 1579 als Kensert. De plaatsnaam zou duiden op een bewoonde hoogte (een 'werd') van de persoon Kemme.
Kimswerd werd sterk uitgebreid na de Tweede Wereldoorlog. Tot 2011 lag Kimswerd in de toenmalige gemeente Wonseradeel.

## Grote Pier

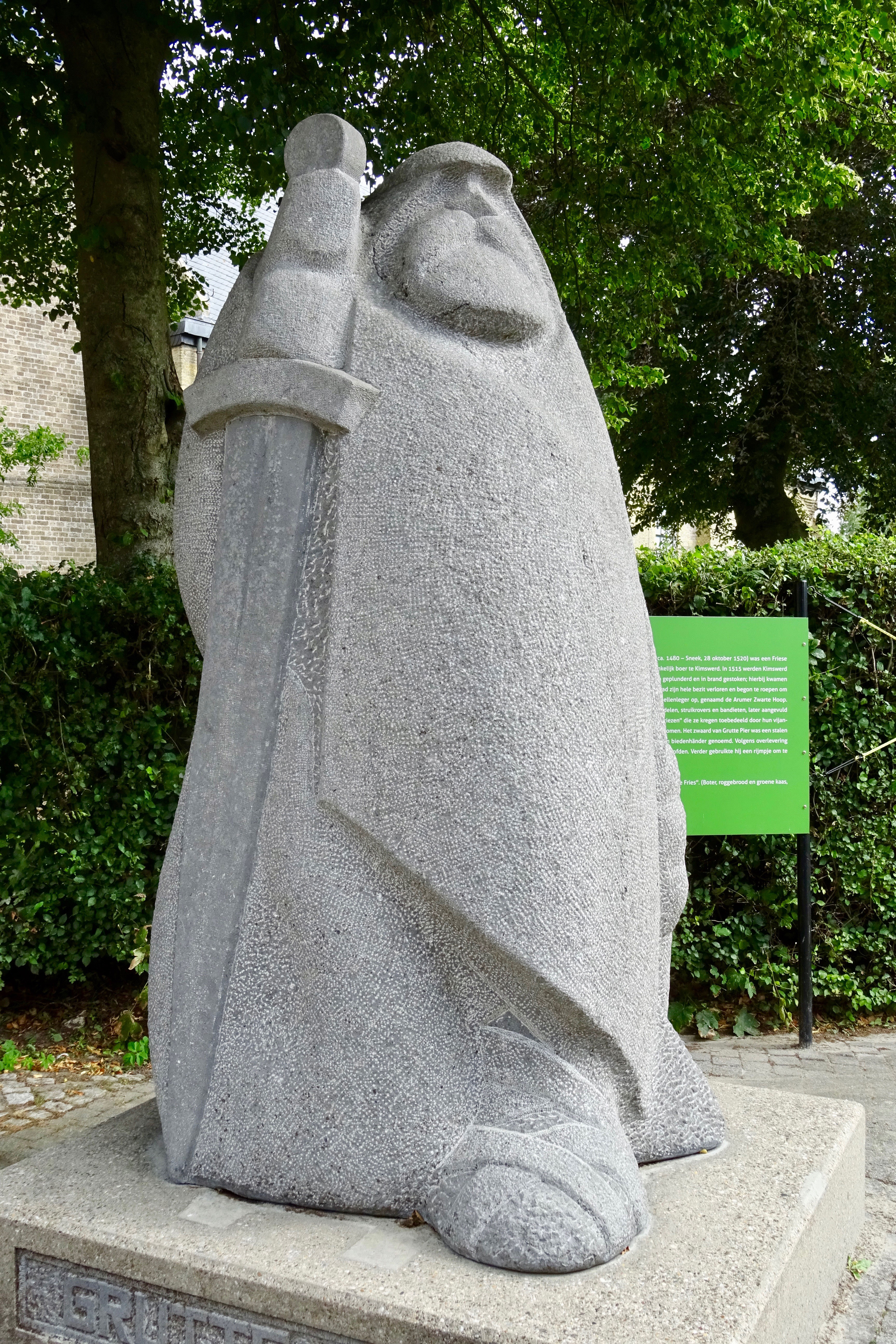
Beeld Grutte Pier van Anne Woudwijk

Volgens de overlevering woonde Grote Pier (Grutte Pier) in dit dorp, de beroemdste en beruchtste inwoner, die rond 1480 geboren is en zijn sporen in binnen- en buitenland heeft nagelaten.
Hij was de vrijheidsstrijder van Friesland. Hij heeft het vooral opgenomen tegen het gezag van de Saksen, de keizer en de Hollanders "van over de Zuiderzee". Er staat in Kimswerd een beeld van Grutte Pier door Anne Woudwijk. Ook zijn legendarische neef Wijerd Jelckama en diens gezin woonden in Kimswerd en omstreken.

## Beschermd dorpsgezicht
Een deel van Kimswerd is een beschermd dorpsgezicht, een van de beschermde stads- en dorpsgezichten in Friesland. Verder is er in het dorp een aantal rijksmonumenten te vinden.

## Kerk
De kerk van het dorp, de Sint-Laurentiuskerk is gebouwd op een terp. Het romaanse tufstenen schip dateert nog uit de 11e eeuw. Het priesterkoor kwam in de tweede helft van de 13e eeuw tot stand. De tufstenen toren verrees in de 12e eeuw en werd in 1516 in baksteen verhoogd. In de toren hangt een door Geert van Wou gegoten klok uit 1515. De kerk heeft later verschillende veranderingen ondergaan, zoals de beklamping van de zuidgevel.
Op het kerkhof van de kerk ligt het Erehof Kimswerd. Op het erehof liggen zes luchtmachtmilitairen begraven. Dit was de bemanning van de bommenwerper, de Wellington X3654 werd door een Duitse nachtjager neergeschoten en neerstortte in de buurt van Kimswerd.

## Sport
Sinds 1897 is er in het dorp een kaatsvereniging De Helfrichs. Verder is er in het dorp een dartclub DC Greate Pier, twee biljartclubs en de ijsvereniging Kimswerd.

## Cultuur
Het dorp heeft een dorpshuis, het MFC Piersstee met een sportzaal. Verder is er een muziekvereniging O.K.K., zanggroep Kimswerd Delight en een dorpskrant.

## Geboren in Kimswerd
- Grytsje Kingma (1964-), zangeres en troubadour